# Lilleø (Guldborgsund)
Lilleø (del danés, pequeña isla), es una isla perteneciente a Dinamarca, ubicada en el estrecho de Guldborgsund, entre las islas de Lolland y Falster, al noroeste de Kejlsø. El punto más alto de la isla se encuentra a 2 m s. n. m.
- Datos: Q936701